# أليكسي سبرين
أليكسي نيكولايفيتش سبيرين ولد في 4 يناير 1952 في روزايافكا، الاتحاد السوفياتي. هو حكم سابق لكرة القدم من روسيا. حكم مباراة واحدة في كأس العالم 1990 في إيطاليا والمباراة الافتتاحية لليورو 1992.

## روابط خارجية
- أليكسي سبرين على موقع Soccerway.com (الإنجليزية)
- أليكسي سبرين على موقع أوليمبيديا (الإنجليزية)
- Alexey Spirin at WorldReferee.com
- Alexey Spirin referee profile at WorldFootball.net